# きたくりん
きたくりんは、イネの品種の1つ。空育172号。北海道で開発された。
ふっくりんこの品種改良版で、はえぬきやほしのゆめなどを祖先に持つ。北海道を意味する「きた」に、クリーンや、親の「ふっくりんこ」の名などを組み合わせて命名された。
北海道の水稲栽培において最も危険な病害と言われるいもち病への抵抗性がななつぼしやきらら397など道内の主要品種に比べて強く、水田での薬剤防除を省略できるのが大きな特徴。また、割れ籾の発生が少なく、食味はななつぼしに比べ同程度からやや優るとされる。
出穂期・成熟期がななつぼしやきらら397に比べるとやや遅く、遅延型冷害の危険性が高くなるため、栽培地域は道央の一部と道南に限られ、石狩・空知・後志、渡島・檜山、胆振地方が主となる。
2012年（平成24年）度は種子増殖と試作試験を行い、一般栽培は2013年（平成25年）度から始まった。
作付面積のピークは2016年（平成28年）の3,090ヘクタールで、以後は若干減少傾向にある。2020年現在の道内での作付面積は1,899ヘクタールで、品種別ではおぼろづきに次いで第6位。